# Anne-Lan
Anne-Lan, née en 1943, est une artiste française, spécialisée dans la peinture sur soie.

## Biographie
Née en 1943 en Corrèze, Anne-Lan est fille de médecins qui exercent à Perpezac-le-Blanc et elle a gardé un profond attachement à ses racines. Elle a vécu à Paris pendant cinquante ans et y a construit sa vie d’artiste,, mais venait souvent à Brive-la-Gaillarde où elle avait son atelier d’été. Désormais, elle y réside en permanence

## Carrière artistique

### Peinture sur soie
Dès 1978, elle participe à des expositions de groupe à Paris et à l'étranger. Puis à titre personnel : aux musées de Brive, Tulle, Biarritz, à Paris sur le thème des « Cinq sens », puis au Gabon. Elle présente son exposition « L’Invitation au Voyage » à Paris, à Venise puis au « Musée de l’Histoire de la Ville de Shanghai » en 1997, avec le parrainage de l’Unesco et du Ministère des Affaires étrangères.
Spécialiste de la peinture sur soie, invitée au premier Congrès mondial de peinture sur soie à Washington, elle peint de grandes œuvres sur des thèmes de mythologie ou de poésie. Elle les expose à travers des manifestations culturelles, dans plusieurs mairies de Paris (4e, 16e, 9e), le Ministère des Finances de Bercy, des châteaux et abbayes…

### Différentes formes d'art
Dès 1988, elle ajoute différentes formes d’art à ses tableaux : poésie, musique, danse, théâtre… En 2001, elle introduit les sciences lorsqu’elle célèbre à Paris, à la mairie du 9e, puis à Brive, l’entrée dans le troisième millénaire avec « Apollon et les Muses » : suivent vingt-huit événements artistiques ou scientifiques autour de ses œuvres, parrainés par l’Unesco. Parallèlement, des reproductions de ses tableaux paraissent dans des ouvrages, notamment Il sofa delle fusa, 40 accademici raccontano i loro gatti ("Le sofa des ronrons, 40 académiciens racontent leurs chats), paru en français sous le titre "Amour de chat"..  

### Art et sciences
Avec l’appui de l’association Récréasciences CCSTI Limousin, elle étend cette initiative à toute la région du Limousin. À partir de 2007, les trois départements soutiennent « Arts et Sciences en Limousin, Regards croisés Nature et Culture».
La première année, soixante-dix villes célèbrent le tricentenaire des naturalistes Linné et Buffon. En 2009, Darwin et Lamarck prennent la suite. En 2011 sont à l'honneur Bougainville, Isidore Geoffroy Saint-Hilaire et les frères Perrier nés à Tulle. L'exposition de Beaulieu, à la chapelle des Pénitents : « Monstres de Pierre » illustre le mot « tératologie ».
En 2013, les thèmes proposés sont : 1613 Le Nôtre le grand jardinier de Louis XIV, 1713, Diderot et l’Encyclopédie. Plus d’une cinquantaine d’événements se succèdent.
En, 2015 Anne-Lan présente au conseil général de la Corrèze une exposition en l’honneur de J.-H. Fabre : entomologiste, humaniste et homme de lettres français intitulée « Une histoire de la soie : Fabre et Pasteur au chevet du Bombyx du murier ». De nombreuses villes de la région y participent dont la mairie d’Aubusson.
En 2016, elle expose ses tableaux en Chine lors du « Festival International de l’Art de la Route de la Soie de Dunhuang ».
En 2017, Anne-Lan met en valeur Maria Sibylla Mérian, disparue en 1717, peintre et entomologiste célèbre a son époque, considérée comme la mère de l’Écologie.
En 2018, plusieurs expositions autour de la femme de science et artiste Jeanne Villepreux-Power ont lieu en Corrèze, pour les 200 ans de son mariage à Messine avec James Power. Devenant une lady, elle a pu se consacrer à l’étude des sciences, inventer les aquariums et a réussi à être membre correspondante de 15 Sociétés ou Académies des sciences d’Europe. Elle a réalisé un guide de la Sicile qui sert toujours de référence.
En 2019, deux expositions, à Tulle puis à Brive, sont consacrées à Alexander von Humboldt, précurseur de l’écologie et « génie de tous les savoirs ». Certains des documents exposés proviennent du Muséum d'Histoire naturelle de Paris.
En 2020, une exposition personnelle d’Anne-Lan à la chapelle Saint-Libéral de Brive présente une rétrospective de 40 ans de peinture sur soie. La publication d'un livre intitulé Une vie en soie, dont la préface est rédigée par le psychiatre et psychanalyste Jean-Paul Gademer, retrace toute la carrière de l'artiste,.

## Récompenses
- Chevalière de l'ordre des Arts et des Lettres. Anne-Lan a été nommée au grade de chevalier des Arts et des Lettres par le Ministère de la Culture pour la discipline de la peinture sur soie en 2015[16].

Elle est également Sociétaire de la Société nationale des Beaux-Arts, a participé pendant 20 ans au Salon Comparaisons, au Salon des Indépendants. Parmi ses nombreuses récompenses, médaille d’or du Festival International d’Osaka, médaille d’argent de celui du Musée de Kyoto, médaille d’or du salon international de peinture et calligraphie de Shanghai, médaille de vermeil de la Ville de Paris, grande médaille de vermeil Arts-Sciences-Lettres.